# Johan Cederlund
Johan Olof Cederlund (geboren 1963) ist ein schwedischer Kunsthistoriker.

## Leben
Cederlund wuchs in Sandviken auf. Er studierte Kunstgeschichte an der Universität Lund und promovierte dort 1994 mit der Arbeit Thureholm under frihetstiden: återuppbyggnad och nyinredning zur schwedischen Architektur des 18. Jahrhunderts. Zudem studierte er für ein Jahr am Centre Ledoux  der Université Paris 1 Panthéon-Sorbonne. Anschließend wechselte er als Dozent an die Universität Uppsala und arbeitete dort von 2000 bis 2006 als Kurator der Kunstsammlungen. Seit 2006 ist er Direktor des Zornmuseet in Mora. Seit dieser Zeit veröffentlichte er zahlreiche Aufsätze und Bücher zu Anders Zorn und war zudem maßgeblich an den großen Zorn-Ausstellungen im Ausland beteiligt, so 2013 im Legion of Honor der Fine Arts Museums of San Francisco, 2014 im National Academy Museum in New York und 2017 im Petit Palais in Paris.
Cederlund ist seit 2006 Mitglied der Kungliga Patriotiska Sällskapet (Königlichen Patriotischen Gesellschaft) und dort seit 2018 Teil des Vorstandes. Seit 2011 ist er außerordentlicher Professor an der Universität Uppsala und seit 2017 Ehrenmitglied der der dortigen Universitätsgemeinschaft Västmanlands-Dala Nation.

## Auszeichnungen
- 2011 – Königliche Medaille 8:e storleken i serafimerordens band[6]
- 2016 – Ernennung zum Kammarherre (Kammerherr) des Schwedischen Königs

## Veröffentlichungen (Auswahl)
- Ritmästarna vid Lunds Universitet. Lund Universitet Press Lund 1990.
- Thureholm under frihetstiden: återuppbyggnad och nyinredning. Universitet Lund, Lund 1994, ISBN 9-1628-1199-1.
- Skulptören Pierre Hubert L’Archevêque 1721–1778. Nationalmuseum, Stockholm 2003, ISBN 9-1710-0686-9.
- Classical Swedish architecture and interiors 1650–1840. W.W. Norton & Company, New York und london 2006, ISBN 978-0-3937-3172-9.
- Zorn i Spanien. Arena Åmells art books, Malmö 2009, ISBN 978-91-7843-316-2.
- mit Jordi Arkö: Zorn masterpieces. Arena Åmells art books, Malmö 2010, ISBN 978-9-1784-3323-0.
- Anders Zorn – Sweden’s master painter. Skira Rizzoli, New York 2013, ISBN 978-0-8478-4151-6.
- mit Ed de Heer, Michiel Kersten: Rembrandt etchings from the Zorn collections. Zornmuseet, Mora 2014, ISBN 978-94-6226-048-1.
- mit James A. Ganz, Christophe Leribault, Carl-Johan Olsson, Vibeke Röstorp: Anders Zorn: Le maître de la peinture suédoise. Musée du Petit Palais, Paris 2017, ISBN 978-2-7596-0361-9.